# Stylobates
Stylobates is een geslacht van zeeanemonen uit de familie van de Actiniidae.

## Soorten
- Stylobates aeneus Dall, 1903
- Stylobates birtlesi Crowther, Fautin & Wallace, 2011
- Stylobates cancrisocia (Carlgren, 1928)
- Stylobates loisetteae Fautin, 1987